# Fiamma paralimpica
La fiamma paralimpica (o fuoco paralimpico) accende il braciere paralimpico durante la cerimonia di apertura e rimane accesa per tutta la durata dei Giochi paralimpici. Un'innovazione recente che, dal 2002, accomuna sotto il profilo protocollare i Giochi paralimpici ai Giochi olimpici.
Rispetto alla fiamma olimpica la fiamma paralimpica può però essere accesa con modalità diverse, scelte ogni volta dalla nazione ospitante.

## La cerimonia di accensione della fiamma dei IX Giochi paralimpici invernali
La cerimonia di accensione della fiamma dei IX Giochi paralimpici invernali si è svolta la sera del 1º marzo 2006 in contemporanea a Torino e a Roma (sede della prima edizione dei Giochi paralimpici), alla presenza dei rispettivi sindaci Sergio Chiamparino e Walter Veltroni.
Simbolici i luoghi scelti: 
- a Torino, Porta Palazzo, il più grande mercato d'Europa, emblema di una società multietnica.
- a Roma l'area del Colosseo, sotto l'Arco di Costantino (proprio lì dove nel 1960 l'etiope Abebe Bikila aveva vinto a piedi nudi la maratona, prima che un terribile incidente lo costringesse sulla sede a rotelle, portandolo a divenire egli stesso atleta paralimpico).

Dopo una serie di momenti artistici che hanno coinvolto in simultanea le due città, 3 figure emblematiche (un vincitore dei Giochi romani del 1960, un atleta paralimpico e un giovanissimo atleta disabile) hanno acceso a Roma il braciere, trasferendo per mezzo di una spettacolare azione coreografica la fiamma a Torino.
La cerimonia, condotta in diretta televisiva da Ilaria D'Amico e trasmessa in mondovisione, è stata ideata da Alfredo Accatino per K-events Filmmaster Group. Tra gli ospiti intervenuti Sir Philip Craven, presidente del Comitato Paralimpico Internazionale, Alberto II di Monaco e Romano Prodi.

### Il viaggio della fiamma paralimpica
La fiamma paralimpica ha attraversato il Piemonte a bordo dei più diversi mezzi di trasporto, raggiungendo addirittura in cordata la Capanna Regina Margherita, sul Monte Rosa, il rifugio più alto d'Europa. Ultimo tedoforo sul Corno del Camoscio l'atleta diversamente abile Renato Frignone.